# Premis Oscar de 1969
Els Premis Oscar de 1969 (en anglès: 42nd Academy Awards) foren presentats el 7 d'abril de 1970 en una cerimònia realitzada al Dorothy Chandler Pavilion de Los Angeles.
En aquesta edició, com en l'anterior, no tingué un presentador fix.

## Curiositats
La pel·lícula més nominada de la nit fou Anna dels mil dies dirigida per Charles Jarrott amb deu nominacions, si bé únicament aconseguí guanyar-ne un de tècnic i no fou nominat a millor direcció, i la segona fou They Shoot Horses, Don't They? de Sydney Pollack que amb 9 nominacions només aconseguí guanyar el de millor actor secundari per Gig Young. La gran guanyadora de la nit fou Cowboy de mitjanit de John Schlesinger, que amb set nominacions aconseguí guanyar tres premis, entre ells millor pel·lícula, direcció i guió adaptat. La pel·lícula amb més guardons de la nit, però, fou Butch Cassidy and the Sundance Kid de George Roy Hill, que aconseguí guanyar quatre premis de set nominacions.
La victòria de Cowboy de mitjanit és l'única victòria d'un film en la història dels Premis Oscars en ser qualificat de "X". Z de Costa-Gavras es convertí en la primera pel·lícula a rebre nominació tant en la categoria de millor pel·lícula com de millor pel·lícula de parla no anglesa, guanyant aquesta última.
Aquesta és l'última vegada, fins a l'edició de 1995, en la qual cap dels vencedors en les categories d'actors o actrius no aparegué en cap film nominat a millor pel·lícula.
L'enginyer madrileny Juan de la Cierva y Hoces rebé un Premi Científic i Tècnic per la seva invenció del compensador òptic Dynalens, utilitzat en nombroses pel·lícules, convertint-se en el primer espanyol a rebre un Premi Oscar.

## Premis
| Millor pel·lícula | Millor direcció |
| --- | --- |
| - Cowboy de mitjanit (Jerome Hellman per United Artists) - Anna dels mil dies (Hal B. Wallis per Universal Pictures) - Butch Cassidy and the Sundance Kid (John Foreman per 20th Century Fox) - Hello, Dolly! (Ernest Lehman per 20th Century Fox) - Z (Jacques Perrin i Ahmed Rachedi per Cinema V) | - John Schlesinger per Cowboy de mitjanit - George Roy Hill per Butch Cassidy and the Sundance Kid - Arthur Penn per El restaurant de l'Alice - Sydney Pollack per They Shoot Horses, Don't They? - Costa-Gavras per Z |
| Millor actor | Millor actriu |
| - John Wayne per Valor de llei com a Rooster Cogburn - Richard Burton per Anna dels mil dies com a Enric VIII d'Anglaterra - Dustin Hoffman per Cowboy de mitjanit com a Enrico "Ratso" Rizzo - Peter O'Toole per Goodbye, Mr. Chips com a Arthur Chipping - Jon Voight per Cowboy de mitjanit com a Joe Buck | - Maggie Smith per The Prime of Miss Jean Brodie com a Jean Brodie - Geneviève Bujold per Anna dels mil dies com a Anna Bolena - Jane Fonda per They Shoot Horses, Don't They? com a Gloria Beatty - Liza Minnelli per The Sterile Cuckoo com a Mary Ann "Pookie" Adams - Jean Simmons per Amb els ulls tancats com a Mary Wilson                                                                                      |
| Millor actor secundari | Millor actriu secundària |
| - Gig Young per They Shoot Horses, Don't They? com a Rocky - Rupert Crosse per The Reivers com a Ned - Elliott Gould per Bob, Carol, Ted i Alice com a Ted - Jack Nicholson per Easy Rider com a George Hanson - Anthony Quayle per Anna dels mil dies com a Thomas Wolsey | - Goldie Hawn per Flor de cactus com a Toni Simmons - Catherine Burns per Last Summer com a Rhoda - Dyan Cannon per Bob, Carol, Ted i Alice com a Alice Henderson - Sylvia Miles per Cowboy de mitjanit com a Cass - Susannah York per They Shoot Horses, Don't They? com a Alice LeBlanc |
| Millor guió original | Millor guió adaptat |
| - William Goldman per Butch Cassidy and the Sundance Kid - Paul Mazursky i Larry Tucker per Bob, Carol, Ted i Alice - Nicola Badalucco, Enrico Medioli i Luchino Visconti per La caduta degli dei - Peter Fonda, Dennis Hopper i Terry Southern per Easy Rider - Walon Green, Roy N. Sickner i Sam Peckinpah per Grup salvatge | - Waldo Salt per Cowboy de mitjanit (sobre hist. James Leo Herlihy) - John Hale, Bridget Boland i Richard Sokolove per Anna dels mil dies (sobre obra teatre Maxwell Anderson) - Arnold Schulman per Goodbye, Columbus (sobre hist. Philip Roth) - James Poe i Robert E. Thompson per They Shoot Horses, Don't They? (sobre hist. Horace McCoy) - Jorge Semprún i Costa-Gavras per Z (sobre hist. Vassilis Vassilikos) |
| Millor pel·lícula de parla no anglesa | |
| - Z de Costa-Gavras (Algèria) - Ådalen 31 de Bo Widerberg (Suècia) - La batalla del Neretva de Veljko Bulajic (Iugoslàvia) - Els germans Karamàzov de Kirill Lavrov, Ivan Piriev i Mikhail Ulianov (Unió Soviètica) - Ma nuit chez Maud d'Éric Rohmer (França) | |
| Millor banda sonora - No musical | Millor banda sonora - Cançons o adaptació |
| - Burt Bacharach per Butch Cassidy and the Sundance Kid - Georges Delerue per Anna dels mil dies - Jerry Fielding per Grup salvatge - John Williams per The Reivers - Ernest Gold per El secret de Santa Vittoria | - Lennie Hayton i Lionel Newman per Hello, Dolly! - John Williams (adaptació) i Leslie Bricusse (cançons) per Goodbye, Mr. Chips - Nelson Riddle per Paint Your Wagon - Cy Coleman per Sweet Charity - Johnny Green i Albert Woodbury per They Shoot Horses, Don't They? |
| Millor cançó original | Millor fotografia |
| - Burt Bacharach (música); Hal David (lletra) per Butch Cassidy and the Sundance Kid ("Raindrops Keep Fallin' on My Head") - Fred Karlin (música); Dory Previn (lletra) per The Sterile Cuckoo ("Come Saturday Morning") - Rod McKuen (música i lletra) per The Prime of Miss Jean Brodie ("Jean") - Elmer Bernstein (música); Don Black (lletra) per Valor de llei ("True Grit") - Michel Legrand (música); Alan i Marilyn Bergman (lletra) per Amb els ulls tancats ("What Are You Doing the Rest of Your Life?") | - Conrad Hall per Butch Cassidy and the Sundance Kid - Arthur Ibbetson per Anna dels mil dies - Charles Lang per Bob, Carol, Ted i Alice - Harry Stradling per Hello, Dolly! - Daniel L. Fapp per Marooned |
| Millor direcció artística | Millor vestuari |
| - John DeCuir, Jack Martin Smith i Herman Blumenthal; Walter M. Scott, George James Hopkins i Raphael Bretton per Hello, Dolly! - Maurice Carter i Lionel Couch; Patrick McLoughlin per Anna dels mil dies - Robert F. Boyle i George B. Chan; Edward G. Boyle i Carl Biddiscombe per Chicago, Chicago - Alexander Golitzen; George C. Webb i Jack D. Moore per Sweet Charity - Harry Horner; Frank McKelvy per They Shoot Horses, Don't They?                                                                      | - Margaret Furse per Anna dels mil dies - Irene Sharaff per Hello, Dolly! - Ray Aghayan per Chicago, Chicago - Edith Head per Sweet Charity - Donfeld per They Shoot Horses, Don't They? |
| Millor muntatge | Millor so |
| - Françoise Bonnot per Z - Hugh A. Robertson per Cowboy de mitjanit - William H. Reynolds per Hello, Dolly! - William A. Lyon i Earle Herdan per El secret de Santa Vittoria - Fredric Steinkamp per They Shoot Horses, Don't They? | - Jack Solomon i Murray Spivack per Hello, Dolly! - John Aldred per Anna dels mil dies - William Edmondson i David Dockendorf per Butch Cassidy and the Sundance Kid - Robert Martin i Clem Portman per Chicago, Chicago - Les Fresholtz i Arthur Piantadosi per Marooned |
| Millors efectes especials | |
| - Robbie Robertson per Marooned - Eugène Lourié i Alex Weldon per Krakatoa, East of Java | |
| Millor documental | Millor curtmetratge documental |
| - Arthur Rubinstein – The Love of Life de Bernard Chevry - Before the Mountain Was Moved de Robert K. Sharpe - In the Year of the Pig d'Emile de Antonio - Olimpiada en México (Comitè Organitzador XIXa Olímpiada) - The Wolf Men d'Irwin Rosten | - Czechoslovakia 1968 de Denis Sanders i Robert M. Fresco - An Impression of John Steinbeck: Writer de Donald Wrye - Jenny Is a Good Thing de Joan Horvath - Leo Beuerman d'Arthur H. Wolf i Russell A. Mosser - The Magic Machines |
| Millor curtmetratge | Millor curtmetratge d'animació |
| - The Magic Machines de Joan Keller Stern - Blake de Doug Jackson - People Soup de Marc Merson | - It's Tough to Be a Bird de Ward Kimball - Of Men and Demons de John Hubley i Faith Hubley - Walking de Ryan Larkin |

## Premi Honorífic

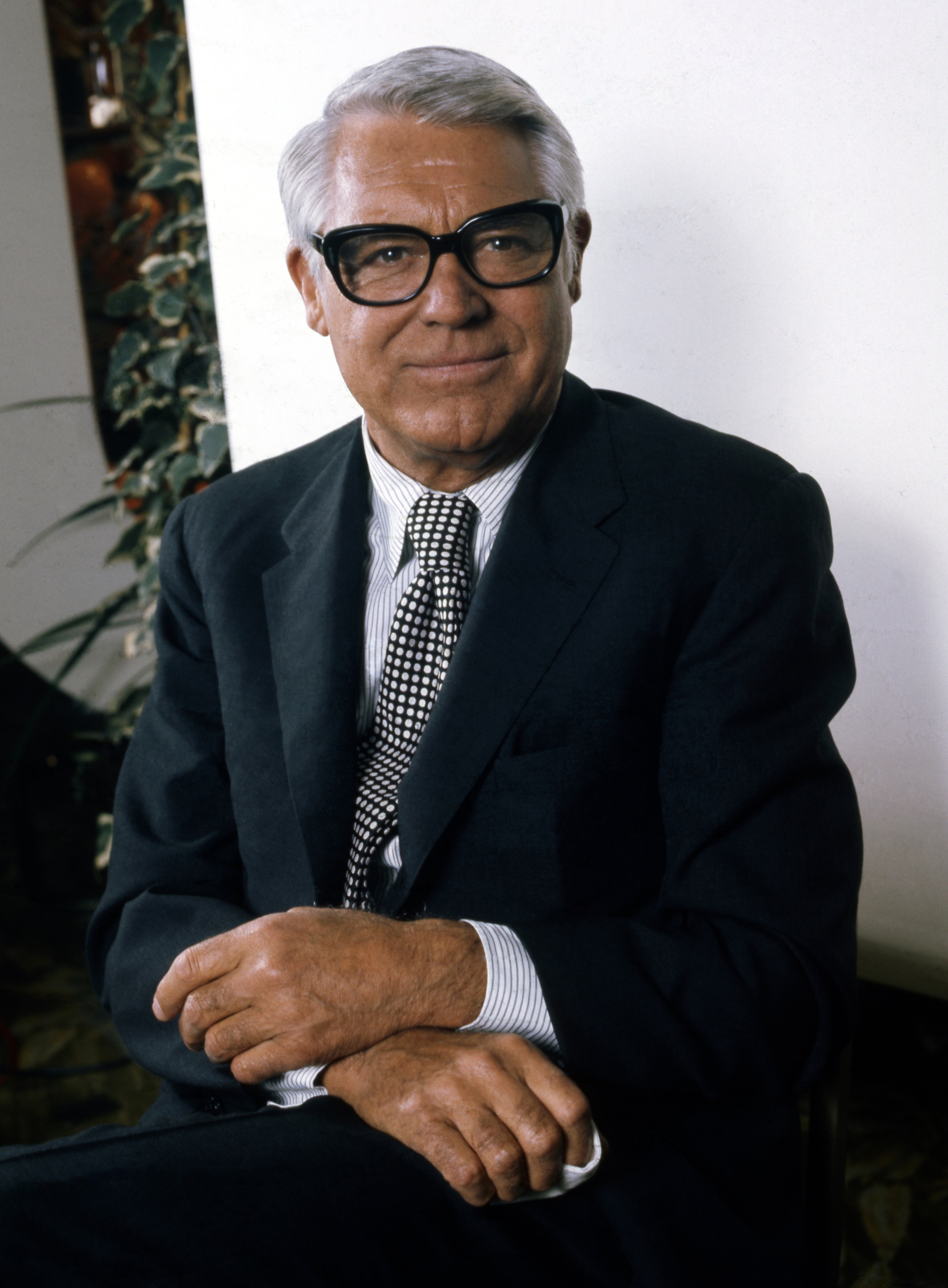
Cary Grant l'any 1973.

- Cary Grant - pel seu excepcional domini de la tècnica a la pantalla actuant amb el respecte i afecte dels seus col·legues. [estatueta]

## Premi Humanitari Jean Hersholt
- George Jessel

## Presentadors
- Fred Astaire: millor actriu secundària i documentals
- Candice Bergen: millor so, vestuari i cançó original
- Claudia Cardinale: millor muntatge i pel·lícula de parla no anglesa
- Clint Eastwood: millor pel·lícula de parla no anglesa
- Elliott Gould: millor so
- Bob Hope: permi Humanitari Jean Hersholt i documentals
- James Earl Jones: millor muntatge i guió original
- Myrna Loy: millors curtmetratges, direcció artística i direcció
- Ali MacGraw: millor guió original
- Barbara McNair: millor música - no musical
- Cliff Robertson: millor actriu, música i curtmetratges
- Katharine Ross: millor actor secundari i guió adaptat
- Frank Sinatra: Premi Honorífic a Cary Grant
- Barbra Streisand: millor actor
- Elizabeth Taylor: millor pel·lícula
- Jon Voight: millor direcció artística i guió adaptat
- John Wayne: millor fotografia
- Raquel Welch: millors efectes especials

### Actuacions
- Glen Campbell interpreta "True Grit" de Valor de llei
- Michel Legrand interpreta "What Are You Doing the Rest of Your Life?" de Amb els ulls tancats
- Lou Rawls interpreta "Jean" de The Prime of Miss Jean Brodie
- B.J. Thomas interpreta "Raindrops Keep Fallin' On My Head" de rom Butch Cassidy and the Sundance Kid
- Fred Astaire dansa una coroegrafia en la presentació dels premis documentals

## Múltiples nominacions i premis
| Les següents pel·lícules van rebre diverses nominacions: - 10 nominacions: Anna dels mil dies - 9 nominacions: They Shoot Horses, Don't They? - 7 nominacions: Cowboy de mitjanit, Hello, Dolly! i Butch Cassidy and the Sundance Kid - 5 nominacions: Z - 4 nominacions: Bob, Carol, Ted i Alice - 3 nominacions: Chicago, Chicago, Marooned i Sweet Charity - 2 nominacions: Amb els ulls tancats, Easy Rider, Goodbye, Mr. Chips, Grup salvatge, The Prime of Miss Jean Brodie, The Reivers, El secret de Santa Vittoria, The Sterile Cuckoo i Valor de llei | Les següents pel·lícules van rebre més d'un premi: - 4 premis: Butch Cassidy and the Sundance Kid - 3 premis: Cowboy de mitjanit i Hello, Dolly! - 2 premis: Z |